# WTA-toernooi van Little Rock
Het WTA-toernooi van Little Rock was een tennistoernooi voor vrouwen dat in 1986 en 1987 plaatsvond in de Amerikaanse plaats Little Rock. De officiële naam van het toernooi was Virginia Slims of Arkansas.
De WTA organiseerde het toernooi. In 1986 werd gespeeld op overdekte tapijtbanen, en in 1987 op hardcourt-buitenbanen.
Er werd door 32 deelneemsters per jaar gestreden om de titel in het enkelspel, en door 16 paren om de dubbelspeltitel. Aan het kwalificatietoernooi voor het enkelspel namen 32 speelsters deel, met vier plaatsen in het hoofdtoernooi te vergeven.
Wit-Russin Natallja Zverava verloor in beide edities de enkelspelfinale.

## Finales

### Enkelspel
| Datum      | Naam                       | ($)    | Ondergrond        | Winnares        | Verliezend finaliste | Uitslag       |
| ---------- | -------------------------- | ------ | ----------------- | --------------- | -------------------- | ------------- |
| 1986-11-03 | Virginia Slims of Arkansas | 75.000 | tapijt, binnen    | Kathy Rinaldi   | Natallja Zverava     | 6-4, 6-7, 6-0 |
| 1987-11-02 | Virginia Slims of Arkansas | 75.000 | hardcourt, buiten | Sandra Cecchini | Natallja Zverava     | 0-6, 6-1, 6-3 |

### Dubbelspel
| Datum      | Naam                       | ($)    | Ondergrond        | Winnaressen                            | Verliezend finalistes         | Uitslag       |
| ---------- | -------------------------- | ------ | ----------------- | -------------------------------------- | ----------------------------- | ------------- |
| 1986-11-03 | Virginia Slims of Arkansas | 75.000 | tapijt, binnen    | Svetlana Parchomenko Larisa Savtsjenko | Iva Budařová Beth Herr        | 6-2, 1-6, 6-1 |
| 1987-11-02 | Virginia Slims of Arkansas | 75.000 | hardcourt, buiten | Mary-Lou Daniels Robin White           | Lea Antonoplis Barbara Gerken | 6-2, 6-4      |